# Epinephelus kupangensis
Epinephelus kupangensis, tên thông thường là Fivebar grouper (cá mú năm vạch), là một loài cá biển thuộc chi Epinephelus trong họ Cá mú. Loài này được mô tả lần đầu tiên vào năm 2016.

## Phân bố và môi trường sống
E. kupangensis có phạm vi phân bố rộng rãi ở Tây Thái Bình Dương. Loài này được tìm thấy từ đảo Đài Loan, trải rộng xuống phía nam đến khắp Philippines và các nhóm đảo phía đông Indonesia. Xa nhất ở phía đông là quần đảo Fiji. Cá trưởng thành sống xung quanh các rạn san hô và các bãi đá ngầm ở độ sâu khoảng từ 50 đến 350 m. Cá con sống ở vùng nước nông hơn.

## Mô tả
E. kupangensis trưởng thành có chiều dài cơ thể lớn nhất là 50 cm. Thân thuôn dài, hình bầu dục. Đầu và thân có màu nâu xám. Có 4 vạch màu nâu trên thân, và vạch thứ 5 nằm trên cuống đuôi. Dải sọc thứ nhất và hai thường lan sang gai vây lưng. Dải sọc thứ 3 và 4 lan rộng sang phần vây lưng mềm và vây hậu môn. Các đốm màu nâu cam đến nâu đen xuất hiện khắp cơ thể, trừ vây. Các vây màu xám sẫm.
Số gai ở vây lưng: 11; Số tia vây mềm ở vây lưng: 15 - 17; Số gai ở vây hậu môn: 3; Số tia vây mềm ở vây hậu môn: 8; Số tia vây mềm ở vây ngực: 16 - 18; Số gai ở vây bụng: 1; Số tia vây mềm ở vây bụng: 5; Số vảy đường bên: 46 - 49.
Thức ăn của E. kupangensis là các loài cá nhỏ hơn, động vật thân mềm và động vật giáp xác. Chúng được đánh bắt trong nghề cá thương mại.